# DM i landevejscykling 2024 – Linjeløb (junior herrer)
Junior herrernes linjeløb ved DM i landevejscykling 2024 bliver afholdt søndag den 23. juni i Herning. Linjeløbet foregår over 116,5 km.

## Resultat
| \| Samlede stilling \| Samlede stilling \| Samlede stilling \| Samlede stilling \| Samlede stilling \| \| Rytter \| Rytter \| Hold \| Tid \| \| \| ---------------- \| ----------------------------- \| ----------------------------------- \| ---------------- \| ---------------- \| \| 1. \| Sebastian Brandt Christiansen \| Team Uno-X-Carl Ras Roskilde Junior \| 2t 31' 21" \| \| \| 2. \| Magnus Gimsing Åhman \| Tscherning Cycling Academy \| + 1" \| \| \| 3. \| Theodor Clemmensen \| Team Grenke-Auto Eder \| + 1" \| \| \| 4. \| Mikkel Weigelt \| Kvickly Odder Junior \| + 1" \| \| \| 5. \| Mads Bertram Kristensen \| CeramicSpeed Herning CK Junior \| + 1" \| \| \| 6. \| Matias Søndergaard \| Team Mascot Workwear \| + 1" \| \| \| 7. \| Magnus Saxtoft \| Zealand Cycling-Kuehne+Nagel \| + 2" \| \| \| 8. \| Anton Louw Larsen \| Team Uno-X-Carl Ras Roskilde Junior \| + 6" \| \| \| 9. \| Noah Lindholm Møller Andersen \| Team Grenke-Auto Eder \| + 6" \| \| \| 10. \| Lucca Bennetzen \| Team Mascot Workwear \| + 6" \| \| \| 11. \| Alexander Louis Svenningsen \| Amager Cykle Ring \| + 6" \| \| \| 12. \| Nikolaj Ankerstjerne Klausen \| Team Uno-X-Carl Ras Roskilde Junior \| + 6" \| \| \| 13. \| Albert Withen Philipsen \| Tscherning Cycling Academy \| + 6" \| \| \| 14. \| Frederik Dupont Hougaard \| CeramicSpeed Herning CK Junior \| + 6" \| \| \| 15. \| Bastian Maxim \| Kvickly Odder Junior \| + 6" \| \| |                               |                                     |            |
| |                               |                                     |            |
| Kilde: ProCyclingStats |                               |                                     |            |
| Samlede stilling |                               |                                     |            |
| Rytter | Rytter                        | Hold                                | Tid        |
| 1. | Sebastian Brandt Christiansen | Team Uno-X-Carl Ras Roskilde Junior | 2t 31' 21" |
| 2. | Magnus Gimsing Åhman          | Tscherning Cycling Academy          | + 1"       |
| 3. | Theodor Clemmensen            | Team Grenke-Auto Eder               | + 1"       |
| 4. | Mikkel Weigelt                | Kvickly Odder Junior                | + 1"       |
| 5. | Mads Bertram Kristensen       | CeramicSpeed Herning CK Junior      | + 1"       |
| 6. | Matias Søndergaard            | Team Mascot Workwear                | + 1"       |
| 7. | Magnus Saxtoft                | Zealand Cycling-Kuehne+Nagel        | + 2"       |
| 8. | Anton Louw Larsen             | Team Uno-X-Carl Ras Roskilde Junior | + 6"       |
| 9. | Noah Lindholm Møller Andersen | Team Grenke-Auto Eder               | + 6"       |
| 10. | Lucca Bennetzen               | Team Mascot Workwear                | + 6"       |
| 11. | Alexander Louis Svenningsen   | Amager Cykle Ring                   | + 6"       |
| 12. | Nikolaj Ankerstjerne Klausen  | Team Uno-X-Carl Ras Roskilde Junior | + 6"       |
| 13. | Albert Withen Philipsen       | Tscherning Cycling Academy          | + 6"       |
| 14. | Frederik Dupont Hougaard      | CeramicSpeed Herning CK Junior      | + 6"       |
| 15. | Bastian Maxim                 | Kvickly Odder Junior                | + 6"       |

## Hold og ryttere
| DCU Elite Teams (10)- CeramicSpeed Herning CK Junior - BACH Advokater-Giant Store - Kvickly Odder Junior - Mascot Workwear - Zealand Cycling-Kuehne+Nagel - Tscherning Cycling Academy - Aalborg Talent-Sparekassen Danmark - Nyt Syn by Fialla - U19 - Uno-X-Carl Ras Roskilde Junior - Willing Able Racing Amatørcykelhold- Team Grenke-Auto Eder Regional- og klubhold (20)- Amager Cykle Ring - Cykle Klubben Aarhus - Cykleklubben FIX Rødovre - Cykling Odense - Herning Cykle Klub - Holbæk Cykelsport - Holstebro Cykle Club - Kolding Bicycle Club - Odder Cykel Klub - Ordrup Cycle Club - Rødekro Cykle Club - Vejle Cykel Klub - Aalborg Mountainbikeklub - Hvidovre Cykle Klub - Næstved Bicycle Club - Roskilde Cykle Ring - Silkeborg IF Cykling - Sønderborg Cykle Klub - Thy Cykle Ring - Varde Cykelklub |
| |

### Startliste
| Tscherning Cycling Academy ___ | Tscherning Cycling Academy ___ | Tscherning Cycling Academy ___ |
| ------------------------------ | ------------------------------ | ------------------------------ |
| Nr.                            | Rytter                         | Placering                      |
| 1                              | Albert Withen Philipsen        |                                |
| 2                              | Hugo Rishøj                    |                                |
| 3                              | Aksel Haudrum Larsen           |                                |
| 4                              | Jonathan Hindø Nielsen         |                                |
| 5                              | Marius Hobolth                 |                                |
| 6                              | Magnus Gimsing Åhman           |                                |
| 7                              | Sebastian Mahneke Haaning      |                                |
| 8                              | Felix Dalhoff                  |                                |
| 9                              | Joshua Von Wettstein           |                                |

| Team Uno-X-Carl Ras Roskilde Junior ___ | Team Uno-X-Carl Ras Roskilde Junior ___ | Team Uno-X-Carl Ras Roskilde Junior ___ |
| --------------------------------------- | --------------------------------------- | --------------------------------------- |
| Nr.                                     | Rytter                                  | Placering                               |
| 10                                      | Anton Louw Larsen                       |                                         |
| 11                                      | Nikolaj Ankerstjerne Klausen            |                                         |
| 12                                      | Aksel Storm                             |                                         |
| 13                                      | Oskar Louw Larsen                       |                                         |
| 14                                      | Jens Hjelm Hvass Hansen                 |                                         |
| 15                                      | Sylvester Vittinghus Stokbro            |                                         |
| 16                                      | Sebastian Brandt Christiansen           |                                         |
| 17                                      | Peter Bheki Kring Laursen               |                                         |
| 18                                      | Gustav Johansen                         |                                         |

| CeramicSpeed Herning CK Junior ___ | CeramicSpeed Herning CK Junior ___ | CeramicSpeed Herning CK Junior ___ |
| ---------------------------------- | ---------------------------------- | ---------------------------------- |
| Nr.                                | Rytter                             | Placering                          |
| 19                                 | Nicholas Birkholm Nyegaard         |                                    |
| 20                                 | Mads Bertram Kristensen            |                                    |
| 21                                 | Karl-Aksel Tilly                   |                                    |
| 22                                 | Carl Emil Just Pedersen            |                                    |
| 23                                 | Frederik Dupont Hougaard           |                                    |
| 24                                 | Hector Damgaard                    |                                    |
| 25                                 | Lucas Rask Winther                 |                                    |
| 26                                 | Noah Bøge                          |                                    |

| Team BACH Advokater-Giant Store ___ | Team BACH Advokater-Giant Store ___ | Team BACH Advokater-Giant Store ___ |
| ----------------------------------- | ----------------------------------- | ----------------------------------- |
| Nr.                                 | Rytter                              | Placering                           |
| 27                                  | Alexander Nørskov Larsen            |                                     |
| 28                                  | Mads Salomonsson                    |                                     |
| 29                                  | Alexander Kamstrup Røssel           |                                     |
| 30                                  | William Jessen Møller               |                                     |
| 31                                  | Oscar Juul Brinch                   |                                     |
| 32                                  | Tristan Hansen                      |                                     |
| 33                                  | Oliver Touborg Heydenreich          |                                     |
| 34                                  | Tristan Bruun Bak                   |                                     |

| Kvickly Odder Junior ___ | Kvickly Odder Junior ___ | Kvickly Odder Junior ___ |
| ------------------------ | ------------------------ | ------------------------ |
| Nr.                      | Rytter                   | Placering                |
| 35                       | Albert Hansgaard Jensen  |                          |
| 36                       | Angus Halle              |                          |
| 37                       | Mathias Post             |                          |
| 38                       | Mikkel Weigelt           |                          |
| 39                       | Thor Vangsø Nielsen      |                          |
| 40                       | Bastian Maxim            |                          |
| 41                       | Villads Skovgaard        |                          |

| Team Mascot Workwear ___ | Team Mascot Workwear ___ | Team Mascot Workwear ___ |
| ------------------------ | ------------------------ | ------------------------ |
| Nr.                      | Rytter                   | Placering                |
| 42                       | Matias Søndergaard       |                          |
| 43                       | Otto Schultz Jølving     |                          |
| 44                       | Anders Nytofte Petersen  |                          |
| 45                       | Oscar Vosgerau           |                          |
| 46                       | Nicolai Koldby Andersen  |                          |
| 47                       | Magnus Carstensen        |                          |
| 48                       | Andreas van den Hoorn    |                          |
| 49                       | Lucca Bennetzen          |                          |

| Zealand Cycling-Kuehne+Nagel ___ | Zealand Cycling-Kuehne+Nagel ___ | Zealand Cycling-Kuehne+Nagel ___ |
| -------------------------------- | -------------------------------- | -------------------------------- |
| Nr.                              | Rytter                           | Placering                        |
| 50                               | Oliver Klitgaard Hasgaard        |                                  |
| 51                               | Magnus Saxtoft                   |                                  |
| 52                               | Collin Lund                      |                                  |
| 53                               | Nicklas Noah Dyrholm Bang Jensen |                                  |
| 54                               | Benjamin Thestrup                |                                  |
| 55                               | Emil Clausen                     |                                  |
| 56                               | Bertram Stitz                    |                                  |
| 57                               | Valdemar Kromann Jensen          |                                  |
| 58                               | Mads Skovgaard Andersen          |                                  |

| Team Aalborg Talent-Sparekassen Danmark ___ | Team Aalborg Talent-Sparekassen Danmark ___ | Team Aalborg Talent-Sparekassen Danmark ___ |
| ------------------------------------------- | ------------------------------------------- | ------------------------------------------- |
| Nr.                                         | Rytter                                      | Placering                                   |
| 59                                          | Noah Iversen                                |                                             |
| 60                                          | Magnus Rernböck                             |                                             |
| 61                                          | Jacob Kvistgaard                            |                                             |
| 62                                          | Patrick Naursgaard                          |                                             |
| 63                                          | Rasmus Lindholt Leyni                       |                                             |
| 64                                          | Noah Sonnich Gadeberg                       |                                             |

| Team Grenke-Auto Eder ___ | Team Grenke-Auto Eder ___     | Team Grenke-Auto Eder ___ |
| ------------------------- | ----------------------------- | ------------------------- |
| Nr.                       | Rytter                        | Placering                 |
| 65                        | Noah Lindholm Møller Andersen |                           |
| 66                        | Theodor Clemmensen            |                           |

| Nyt Syn by Fialla - U19 ___ | Nyt Syn by Fialla - U19 ___ | Nyt Syn by Fialla - U19 ___ |
| --------------------------- | --------------------------- | --------------------------- |
| Nr.                         | Rytter                      | Placering                   |
| 67                          | Sigurd Stordal Philipsen    |                             |
| 68                          | Jamie Coleman               |                             |
| 69                          | Johann Bünger               |                             |
| 70                          | Tobias Bahn                 |                             |

| Tscherning Cycling Academy ___ | Tscherning Cycling Academy ___ | Tscherning Cycling Academy ___ |
| ------------------------------ | ------------------------------ | ------------------------------ |
| Nr.                            | Rytter                         | Placering                      |
| 1                              | Albert Withen Philipsen        |                                |
| 2                              | Hugo Rishøj                    |                                |
| 3                              | Aksel Haudrum Larsen           |                                |
| 4                              | Jonathan Hindø Nielsen         |                                |
| 5                              | Marius Hobolth                 |                                |
| 6                              | Magnus Gimsing Åhman           |                                |
| 7                              | Sebastian Mahneke Haaning      |                                |
| 8                              | Felix Dalhoff                  |                                |
| 9                              | Joshua Von Wettstein           |                                |

| Team Uno-X-Carl Ras Roskilde Junior ___ | Team Uno-X-Carl Ras Roskilde Junior ___ | Team Uno-X-Carl Ras Roskilde Junior ___ |
| --------------------------------------- | --------------------------------------- | --------------------------------------- |
| Nr.                                     | Rytter                                  | Placering                               |
| 10                                      | Anton Louw Larsen                       |                                         |
| 11                                      | Nikolaj Ankerstjerne Klausen            |                                         |
| 12                                      | Aksel Storm                             |                                         |
| 13                                      | Oskar Louw Larsen                       |                                         |
| 14                                      | Jens Hjelm Hvass Hansen                 |                                         |
| 15                                      | Sylvester Vittinghus Stokbro            |                                         |
| 16                                      | Sebastian Brandt Christiansen           |                                         |
| 17                                      | Peter Bheki Kring Laursen               |                                         |
| 18                                      | Gustav Johansen                         |                                         |

| CeramicSpeed Herning CK Junior ___ | CeramicSpeed Herning CK Junior ___ | CeramicSpeed Herning CK Junior ___ |
| ---------------------------------- | ---------------------------------- | ---------------------------------- |
| Nr.                                | Rytter                             | Placering                          |
| 19                                 | Nicholas Birkholm Nyegaard         |                                    |
| 20                                 | Mads Bertram Kristensen            |                                    |
| 21                                 | Karl-Aksel Tilly                   |                                    |
| 22                                 | Carl Emil Just Pedersen            |                                    |
| 23                                 | Frederik Dupont Hougaard           |                                    |
| 24                                 | Hector Damgaard                    |                                    |
| 25                                 | Lucas Rask Winther                 |                                    |
| 26                                 | Noah Bøge                          |                                    |

| Team BACH Advokater-Giant Store ___ | Team BACH Advokater-Giant Store ___ | Team BACH Advokater-Giant Store ___ |
| ----------------------------------- | ----------------------------------- | ----------------------------------- |
| Nr.                                 | Rytter                              | Placering                           |
| 27                                  | Alexander Nørskov Larsen            |                                     |
| 28                                  | Mads Salomonsson                    |                                     |
| 29                                  | Alexander Kamstrup Røssel           |                                     |
| 30                                  | William Jessen Møller               |                                     |
| 31                                  | Oscar Juul Brinch                   |                                     |
| 32                                  | Tristan Hansen                      |                                     |
| 33                                  | Oliver Touborg Heydenreich          |                                     |
| 34                                  | Tristan Bruun Bak                   |                                     |

| Kvickly Odder Junior ___ | Kvickly Odder Junior ___ | Kvickly Odder Junior ___ |
| ------------------------ | ------------------------ | ------------------------ |
| Nr.                      | Rytter                   | Placering                |
| 35                       | Albert Hansgaard Jensen  |                          |
| 36                       | Angus Halle              |                          |
| 37                       | Mathias Post             |                          |
| 38                       | Mikkel Weigelt           |                          |
| 39                       | Thor Vangsø Nielsen      |                          |
| 40                       | Bastian Maxim            |                          |
| 41                       | Villads Skovgaard        |                          |

| Team Mascot Workwear ___ | Team Mascot Workwear ___ | Team Mascot Workwear ___ |
| ------------------------ | ------------------------ | ------------------------ |
| Nr.                      | Rytter                   | Placering                |
| 42                       | Matias Søndergaard       |                          |
| 43                       | Otto Schultz Jølving     |                          |
| 44                       | Anders Nytofte Petersen  |                          |
| 45                       | Oscar Vosgerau           |                          |
| 46                       | Nicolai Koldby Andersen  |                          |
| 47                       | Magnus Carstensen        |                          |
| 48                       | Andreas van den Hoorn    |                          |
| 49                       | Lucca Bennetzen          |                          |

| Zealand Cycling-Kuehne+Nagel ___ | Zealand Cycling-Kuehne+Nagel ___ | Zealand Cycling-Kuehne+Nagel ___ |
| -------------------------------- | -------------------------------- | -------------------------------- |
| Nr.                              | Rytter                           | Placering                        |
| 50                               | Oliver Klitgaard Hasgaard        |                                  |
| 51                               | Magnus Saxtoft                   |                                  |
| 52                               | Collin Lund                      |                                  |
| 53                               | Nicklas Noah Dyrholm Bang Jensen |                                  |
| 54                               | Benjamin Thestrup                |                                  |
| 55                               | Emil Clausen                     |                                  |
| 56                               | Bertram Stitz                    |                                  |
| 57                               | Valdemar Kromann Jensen          |                                  |
| 58                               | Mads Skovgaard Andersen          |                                  |

| Team Aalborg Talent-Sparekassen Danmark ___ | Team Aalborg Talent-Sparekassen Danmark ___ | Team Aalborg Talent-Sparekassen Danmark ___ |
| ------------------------------------------- | ------------------------------------------- | ------------------------------------------- |
| Nr.                                         | Rytter                                      | Placering                                   |
| 59                                          | Noah Iversen                                |                                             |
| 60                                          | Magnus Rernböck                             |                                             |
| 61                                          | Jacob Kvistgaard                            |                                             |
| 62                                          | Patrick Naursgaard                          |                                             |
| 63                                          | Rasmus Lindholt Leyni                       |                                             |
| 64                                          | Noah Sonnich Gadeberg                       |                                             |

| Team Grenke-Auto Eder ___ | Team Grenke-Auto Eder ___     | Team Grenke-Auto Eder ___ |
| ------------------------- | ----------------------------- | ------------------------- |
| Nr.                       | Rytter                        | Placering                 |
| 65                        | Noah Lindholm Møller Andersen |                           |
| 66                        | Theodor Clemmensen            |                           |

| Nyt Syn by Fialla - U19 ___ | Nyt Syn by Fialla - U19 ___ | Nyt Syn by Fialla - U19 ___ |
| --------------------------- | --------------------------- | --------------------------- |
| Nr.                         | Rytter                      | Placering                   |
| 67                          | Sigurd Stordal Philipsen    |                             |
| 68                          | Jamie Coleman               |                             |
| 69                          | Johann Bünger               |                             |
| 70                          | Tobias Bahn                 |                             |